# Структура НАН Беларуси
В настоящем списке перечислены институты, научно-исследовательские центры, опытные станции, другие научные организации, входящие в структуру Национальной академии наук Беларуси. Организации сгруппированы по принадлежности к тематическим отделениям.

## Отделение аграрных наук
Научно-практический центр по земледелию
- Институт почвоведения и агрохимии
- Институт защиты растений
- Институт мелиорации
- Институт льна
- Полесский институт растениеводства
- Опытная научная станция по сахарной свекле
- Сельскохозяйственное предприятие «Шипяны-АСК»
- Сельскохозяйственное предприятие «Путчино»
- Сельскохозяйственное предприятие «Устье»

Научно-практический центр по животноводству
- Институт экспериментальной ветеринарии им. С. Н. Вышелесского
- Институт рыбного хозяйства
- Опытная научная станция по птицеводству
- Предприятие по племенному делу «ЖодиноАгроПлемЭлита»
- Научно-практический центр по картофелеводству и плодоовощеводству

Институт овощеводства
- Институт плодоводства
- Толочинский консервный завод
- Научно-практический центр по механизации сельского хозяйства

Производственное предприятие «Конус»
- Экспериментальный завод
- Экспериментальная база «Зазерье»
- Научно-практический центр по продовольствию

Институт мясо-молочной промышленности
- Научно-производственное предприятие «Белтехнохлеб»
- Производственное предприятие «Мариз»
- Витебский зональный институт сельского хозяйства
- Гродненский зональный институт растениеводства
- Институт системных исследований в АПК
- Брестская областная сельскохозяйственная опытная станция
- Гомельская областная сельскохозяйственная опытная станция
- Минская областная сельскохозяйственная опытная станция
- Могилевская областная сельскохозяйственная опытная станция
- Полесская опытная станция мелиоративного земледелия и луговодства

## Отделение биологических наук
Научно-практический центр по биоресурсам
Институт леса:
- Двинская экспериментальная лесная база Института леса;
- Жорновская экспериментальная лесная база Института леса;
- Коренёвская экспериментальная лесная база Института леса.

Институт экспериментальной ботаники им. В. Ф. Купревича
Центральный ботанический сад
Институт биофизики и клеточной инженерии
Институт генетики и цитологии
- Национальный координационный центр биобезопасности
- Национальный координационный центр по вопросам доступа к генетическим ресурсам и совместного использования выгод

Институт микробиологии
Государственное научно-производственное объединение «Химический синтез и биотехнологии»

## Отделение гуманитарных наук и искусств
- Институт истории
- Институт социологии
- Институт философии
- Институт экономики
- Центр исследований белорусской культуры, языка и литературы
  - Институт искусствоведения, этнографии и фольклора им. К.Крапивы
  - Институт языка и литературы им. Я.Коласа и Я.Купалы[бел.] (до 2015)
  - Институт языкознания НАН Беларуси
- Центральная научная библиотека имени Якуба Коласа
- Издательский дом «Беларуская навука»

## Отделение медицинских наук
- Институт биохимии биологически активных соединений
- Институт радиобиологии
- Институт физиологии

## Отделение физики, математики и информатики
- Государственное научно-производственное объединение «Оптика, оптоэлектроника и лазерная техника»
  - Институт физики им. Б. И. Степанова
  - Научно-производственное предприятие «Центр светодиодных и оптоэлектронных технологий»
  - Конструкторско-производственное предприятие «ЦКБ»
- Институт математики
- Объединенный институт проблем информатики
- Межотраслевой научно-практический центр систем идентификации и электронных деловых операций
- Научно-инженерное предприятие «Геоинформационные системы»

## Отделение физико-технических наук
Научно-практический центр по материаловедению
- Опытно-производственное предприятие «Феррит»

- Институт механики металлополимерных систем им. В. А. Белого
  - Специальное конструкторско-технологическое бюро «Металлополимер»
- Институт прикладной физики
- Институт технической акустики
- Институт технологии металлов
- Институт химии новых материалов
- Физико-технический институт

Государственное научно-производственное объединение порошковой металлургии
Государственное научно-производственное объединение «Центр»
- Открытое акционерное общество «ОКБ Академическое»

Институт тепло- и массообмена им. А.В. Лыкова НАН Беларуси
- Научно-исследовательский центр проблем ресурсосбережения

Институт энергетики
Объединенный институт машиностроения
Объединенный институт энергетических и ядерных исследований — «Сосны»
Конструкторское республиканское унитарное предприятие «Научное приборостроение»

## Отделение химии и наук о Земле
Государственное научно-производственное объединение «Химические продукты и технологии»:
- Государственное научное учреждение «Институт общей и неорганической химии Национальной академии наук Беларуси»
- Государственное научное учреждение «Институт физико-органической химии Национальной академии наук Беларуси»

Государственное научное учреждение «Институт биоорганической химии Национальной академии наук Беларуси»
Республиканское производственное унитарное предприятие «Академфарм»
Хозрасчетное опытное производство Института биоорганической химии
Государственное научное учреждение «Институт природопользования Национальной академии наук Беларуси»
Республиканское унитарное предприятие «Экспериментальная база Свислочь» Национальной академии наук Беларуси
Государственное научное учреждение «Полесский аграрно-экологический институт Национальной академии наук Беларуси»
Государственное учреждение «Республиканский центр полярных исследований»
Центр геофизического мониторинга